# وزارة الداخلية (السعودية)
وزارة الداخلية السعودية هي الوزارة المسؤولة عن جميع إمارات المناطق الـ 13 وأحوال المناطق والأمن الداخلي للمملكة العربية السعودية وحراسة حدودها مع الدول المجاورة والسلامة وخدمة المواطنين في المملكة العربية السعودية.
ووزير الداخلية هو الأمير عبد العزيز بن سعود ال سعود منذ 21 يونيو 2017، ومساعد وزير الداخلية لشؤون العمليات الفريق أول سعيد بن عبدالله القحطاني، ومساعد وزير الداخلية لشؤون التقنية الأمير الدكتور بندر بن عبد الله بن مشاري آل سعود.

## لمحة تاريخية عن الوزارة
بدأ تطور الوزارة منذ تكوين النيابة العامة في عام 1344 هـ لتشرف على منطقة الحجاز إدارياً، وعندما صدرت التعليمات الأساسية لها في 1345 هـ كانت الأمور الداخلية جزءاً من النيابة العامة، وكانت تضم: الأمن العام، والبرق والبريد، والصحة العامة، والبلديات، والأشغال العامة، والتجارة، والزراعة، والصنائع، والمعادن، وسائر المؤسسات الخصوصية. استمرت النيابة العامة على هذا الوضع إلى أن صدر نظام الوكلاء في 1350 هـ، الذي نص في مادته العشرين على أنه: «يحول اسم النيابة العامة الحالية إلى وزارة الداخلية، ويصبح اسم الديوان: ديوان النائب العام ورئاسة مجلس الوكلاء».
وبهذا انقسمت النيابة العامة إلى قسمين هما:
- القسم الأول: وزارة الداخلية

ويتبعها الصحة، والمعارف، والبرق والبريد، والمحاكم الشرعية، والشرطة العامة، والبلديات، والأوقاف (المادة 17 من نظام مجلس الوكلاء).
- القسم الثاني: مجلس الوكلاء

ويتكون من رئيس المجلس ووكيل الخارجية والمالية والشورى (المادة 1 من نظام مجلس الوكلاء)، وكانت مسؤوليات القسمين منوطة بالنائب العام -حينذاك- الأمير فيصل بن عبد العزيز.
استمرت وزارة الداخلية على هذا الوضع حتى صدر الأمر الملكي الكريم رقم 18/4/10 وتاريخ 1353 هـ الذي دمج اختصاصات الوزارة بديوان رئاسة مجلس الوكلاء، فأصبحت المهام التي كانت تقوم بها وزارة الداخلية منوطة برئاسة مجلس الوكلاء. في عام 1370 هـ أعيد إنشاء وزارة الداخلية، بالمرسوم الملكي رقم 5/11/8697 وتاريخ 1370 هـ، فأصبحت الوزارة مسؤولة عن الإدارة المحلية الممثلة في إمارات المناطق والقطاعات الأمنية في منطقة الحجاز، وبعد أن انتقلت الوزارة من الحجاز إلى الرياض في عام 1375 هـ تولت الإشراف تدريجيًّا على مناطق المملكة، حتى اكتمل إشرافها في عام 1380 هـ.

## أهداف ومهام الوزارة
عمل وزراء الداخلية السعوديون على رسم وتحقيق الأهداف الاستراتيجية لوزارة الداخلية، وهي كما يلي:
- تحقيق الأمن والاستقرار في كل أنحاء المملكة، وتوفير أسباب الطمأنينة والأمان لأبنائها، ومحاربة كل أشكال الجريمة والرذيلة والفساد، بهدف الحفاظ على سلامة المجتمع السعودي وضمان تقدمه.
- تأمين سلامة حجاج بيت الله الحرام وحمايتهم من المخاطر، ليتسنى لهم تأدية مناسكهم وعبادتهم بحرية كاملة وأمان تام.
- تحقيق التعاون والتنسيق الأمني مع الدول العربية المجاورة ودول مجلس التعاون الخليجي لحماية الأمن الداخلي والخارجي، ومكافحة الجريمة والمخدرات والتهريب، وتبادل المعلومات الأمنية، وتنظيم اللوائح والنظم المتعلقة بالهجرة والجنسية، وغيرها من المجالات.
- دعم وتعزيز التعاون والتنسيق الأمني مع الدول العربية، بهدف حماية المكتسبات والإنجازات الحضارية الشاملة، وتوطيد دعائم الأمن الداخلي والخارجي في مواجهة التحديات والتهديدات المختلفة، ومكافحة الجريمة والإرهاب والمخدرات، وتطوير الأجهزة الأمنية العربية وتحقيق تقدمها وتطورها.

## وكالات وزارة الداخلية
- وكالة الوزارة لشؤون الحقوق.
- وكالة الوزارة لشؤون المناطق.
- وكالة الوزارة للشؤون الأمنية.
- وكالة الوزارة للشؤون العسكرية.
- وكالة الوزارة للأحوال المدنية.
- وكالة الوزارة للقدرات الأمنية
- وكالة الوزارة للأفواج.

## وزراء الداخلية السعودية منذ تأسيسها

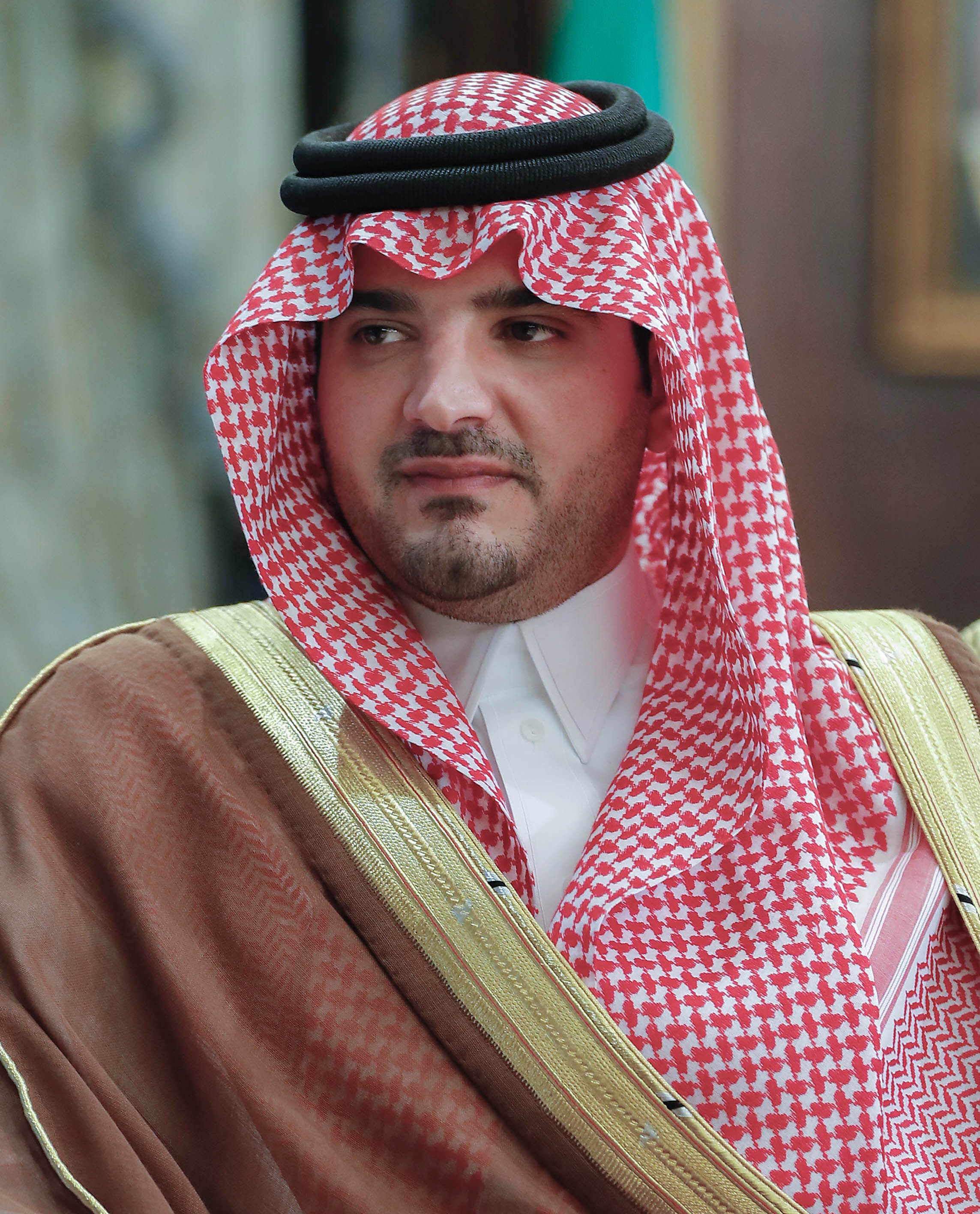
الأمير عبد العزيز بن سعود بن نايف آل سعود هو وزير الداخلية الحالي.

| الوزير                                   | الفترة                                           |
| ---------------------------------------- | ------------------------------------------------ |
| فيصل بن عبد العزيز آل سعود               | 1 جمادى الآخرة 1350 هـ حتى 9 ربيع الأول 1353 هـ  |
| عبد الله الفيصل بن عبد العزيز آل سعود    | 26 شعبان 1370 هـ حتى 20 رمضان 1378 هـ            |
| فيصل بن عبد العزيز آل سعود               | 20 رمضان 1378 هـ حتى 8 محرم 1380 هـ              |
| مساعد بن عبد الرحمن بن فيصل آل سعود      | 8 محرم 1380 هـ حتى 3 رجب 1380 هـ                 |
| عبد المحسن بن عبد العزيز آل سعود         | 3 رجب 1380 هـ حتى 1 ربيع الثاني 1381 هـ          |
| فيصل بن تركي الأول بن عبد العزيز آل سعود | 1 ربيع الثاني 1381 هـ حتى 3 جمادى الآخرة 1382 هـ |
| فهد بن عبد العزيز آل سعود                | 3 جمادى الآخرة 1382 هـ حتى 17 ربيع الأول 1395 هـ |
| نايف بن عبد العزيز آل سعود               | 17 ربيع الأول 1395 هـ حتى 26 رجب 1433 هـ         |
| أحمد بن عبد العزيز آل سعود               | 28 رجب 1433 هـ حتى 20 ذو الحجة 1433 هـ           |
| محمد بن نايف بن عبد العزيز آل سعود       | 20 ذو الحجة 1433 هـ حتى 26 رمضان 1438 هـ         |
| عبد العزيز بن سعود بن نايف آل سعود       | 26 رمضان 1438 هـ حتى الآن.                       |

## إمارات مناطق المملكة العربية السعودية
| المنطقة               | الإمارة         | أمير المنطقة                                            | نائب أمير المنطقة                                             | الموقع الإلكتروني للإمارة         |
| --------------------- | --------------- | ------------------------------------------------------- | ------------------------------------------------------------- | --------------------------------- |
| منطقة الرياض          | الرياض          | الأمير فيصل بن بندر بن عبد العزيز آل سعود               | الأمير محمد بن عبد الرحمن بن عبدالعزيز آل سعود                | http://www.riyadh.gov.sa          |
| منطقة مكة المكرمة     | مكة المكرمة     | الأمير خالد الفيصل بن عبد العزيز آل سعود                | الأمير الأمير سعود بن مشعل بن عبدالعزيز                       | http://www.makkah.gov.sa          |
| منطقة المدينة المنورة | المدينة المنورة | الأمير سلمان بن سلطان بن عبد العزيز آل سعود             | الأمير سعود بن خالد الفيصل بن عبدالعزيز آل سعود               | http://www.imaratalmadinah.gov.sa |
| منطقة القصيم          | بريدة           | الأمير فيصل بن مشعل بن سعود آل سعود                     | الأمير فهد بن سعد بن فيصل آل سعود                             | http://www.alqassim.gov.sa        |
| المنطقة الشرقية       | الدمام          | الأمير سعود بن نايف بن عبد العزيز آل سعود               | الأمير سعود بن بندر بن عبد العزيز آل سعود                     | http://www.easternemara.gov.sa    |
| منطقة حائل            | حائل            | الأمير عبد العزيز بن سعد بن عبد العزيز آل سعود          | الأمير فيصل بن فهد بن مقرن بن عبد العزيز آل سعود              | http://www.hail.gov.sa            |
| منطقة جازان           | جازان           | الأمير محمد بن عبد العزيز بن محمد بن عبد العزيز آل سعود | الأمير ناصر بن محمد بن عبد الله بن جلوي آل سعود               | http://www.jazan.gov.sa           |
| منطقة عسير            | أبها            | الأمير تركي بن طلال بن عبد العزيز آل سعود               | الأمير خالد بن سطام بن سعود بن عبد العزيز ال سعود             | http://www.emartaseer.gov.sa      |
| منطقة الباحة          | الباحة          | الأمير حسام بن سعود بن عبد العزيز آل سعود               |                                                               | http://www.bahaimarah.gov.sa      |
| منطقة تبوك            | تبوك            | الأمير فهد بن سلطان بن عبد العزيز آل سعود               | الأمير خالد بن سعود بن عبد الله بن فيصل بن عبد العزيز ال سعود | http://www.tabukm.gov.sa          |
| منطقة نجران           | نجران           | الأمير جلوي بن عبد العزيز بن مساعد آل سعود              | الأمير تركي بن هذلول بن عبد العزيز آل سعود                    | http://www.najran.gov.sa          |
| منطقة الجوف           | سكاكا           | الأمير فيصل بن نواف بن عبد العزيز آل سعود               | الأمير متعب بن مشعل بن بدر بن سعود بن عبد العريز ال سعود      | http://www.aljouf.gov.sa          |
| منطقة الحدود الشمالية | عرعر            | الأمير فيصل بن خالد بن سلطان بن عبد العزيز آل سعود      |                                                               | موقع تحت الإنشاء                  |

## قطاعات وزارة الداخلية
القطاع جهة حكومية تابعة للوزارة، تدير السياسات الداخلية للمملكة بحيث يكون كل قطاع مختصاً بمجال معين، ويقوم بمهامه من خلال المكاتب والإدارات الموجودة في أنحاء المملكة. أما المهام المعقدة فإنها توزع على فروع متعددة في نفس القطاع لتؤدي هذه المهام؛ كلٌ حسب تخصصه.

### ديوان وزارة الداخلية
- الإدارة العامة للشؤون العسكرية: إدارة شؤون منسوبي وزارة الداخلية العسكريين العاملين بديوان الوزارة والقطاعات الأمنية، وإدارة شؤون المتقاعدين وأسر الشهداء والمصابين، وتطبيق أحكام نظم خدمة الضباط والأفراد واللوائح وتنفيذ الإجراءات المتعلقة بها.
- وكالة الوزارة لشؤون المناطق: المشاركة في خطط تحسين المناطق وتطويرها والتنسيق مع الجهات المختصة بتقديم الخدمات العامة للمواطنين في الحاضرة والبادية، والإشراف على الاجتماع السنوي لأمراء المناطق.
- الإدارة العامة لشؤون الوافدين: الإشراف على الإدارات المتعلقة بشؤون الوافدين والتنسيق فيما بينها والرقابة على تطبيق إجراءات العمل، والمشاركة في اقتراح الأنظمة والإجراءات المتعلقة بالوافدين وتنفيذها، وتوفير كافة المعلومات المتعلقة بالأجانب المتواجدين في المملكة العربية السعودية.

### الأمن العام
المديرية العامة للأمن العام: تدير جهات الأمن العام وتشرف على أعمالها وعلى التنسيق فيما بينها كل فيما يختص به، وتعمل على تطوير وتموين القطاعات الأمنية وتدريب منسوبيها.
- جهاز الأمن العام ويضم كلاً من:

1. قيادة الأمن العام: يقوم بإعداد وتنفيذ الخطط الأمنية والمرورية المتعلقة بمهام الأمن العام.
2. الشرطة: ومن أهم المهام القبض على المجرمين وتسليمهم للعدالة بما فيهم مجرمي المخدرات.
3. المرور: تنظيم ومراقبة الحركة المرورية حول المملكة وفرض المخالفات على مخالفي الأنظمة المرورية، إصدار الرخص المرورية بكافة أنواعها.
4. دوريات الأمن: القيام بالمهام الميدانية الخاصة ببلاغات المواطنين، والمحافظة على الأمن المحلي.
5. القوات الخاصة لأمن الطرق: العمل على منع الجريمة والحد من وقوعها، وضبط ما يقع من جرائم على الطرق الإقليمية بين مناطق المملكة ومدنها وقراها، والعمل على الحد من وقوع الحوادث المرورية على الطرق الخارجية.
6. قوات أمن المهمات: ومهمتها الأساسية مساعدة قوات الأمن الأخرى في جميع مناطق المملكة في الأحوال الطارئة، والعمل على توفير الأمن لضيوف الدولة المهمين وأثناء الاحتفالات الرسمية والمناسبات الكبرى التي تستدعي عناية خاصة.
7. الأدلة الجنائية: متخصصة في البحث عن جميع الحقائق والمعلومات التي تتعلق بالجريمة، سواء أكانت هذه الأدلة موجودة في مسرح الجريمة أو غير ذلك.
8. القوات الخاصة للأمن الدبلوماسي: وهي قوات مهمتها الأساسية حماية السفارات والقنصليات والدبلوماسيين السعوديين والأجانب.
9. القوات الخاصة لأمن الحج والعمرة: تأمين حماية المعتمرين والحجاج وحراسة المسجد الحرام والمسجد النبوي ومرافقها.

### حرس الحدود
ومن مهامه حماية حدود المملكة البرية والبحرية والأجواء المنخفضة، ومساعدة المواطنين على امتداد الحدود، والإنذار المبكر عن أي تحركات غير عادية على خط الحدود أو بالقرب منه.

#### نبذة عن حرس الحدود
- تعد المديرية العامة لحرس الحدود أحد أهم الأسلحة الهامة في وزارة الداخلية (السعودية)، ومهمته الأساسية حماية الحدود من الاختراق غير المشروع وكذلك منع عمليات التسلل والتهريب غير المشروع للبضائع والممنوعات مثل المخدرات والأسلحة وغيرها.
- تقوم حرس الحدود بتنظيم دوريات منتظمة على مدار 24 ساعة في اليوم لمختلف النقاط الحدودية وما بينها.
- يستخدم حرس الحدود الدوريات الراكبة وكذلك النقاط الثابتة والرقابات في الحدود البرية.
- يستخدم حرس الحدود الزوارق الحربية السريعة والبوارج الحربية والحومات السريعة لحماية الحدود البحرية.
- يستخدم حرس الحدود الطيران العمودي لحماية الحدود البرية والبحرية ومكافحة القرصنة البحرية.

### الدفاع المدني
المديرية العامة للدفاع المدني: كما يعرف بجهاز الدفاع المدني في المملكة العربية السعودية، تأسس في أواسط عام 1343هـ، بعد أن أسست حكومة المملكة العربية السعودية جهاز الشرطة الذي بدأ كمديرية للأمن العام السعودي، وثم تحولت إلى مديرية للشرطة العامة. بعد ذلك وفي عام 1349هـ رأت المملكة العربية السعودية ضرورة توحيد جهاز الشرطة تحت قيادة واحدة مقرها مكة المكرمة، وقد صدرت الأوامر بهذا التوحيد في العام نفسه. وفي عام 1380هـ الموافق 1960م سميت الرئاسة بالمديرية العامة للإطفاء، وانفصلت عن الأمن العام وارتبطت بوزارة الداخلية بتاريخ 10 جمادى الأول 1406هـ ـ الموافق 20 يناير 1986م، أصدر فيما بعد مرسوم ملكي رقم م/10 بتسمية الجهاز بالدفاع المدني، وهو: جهاز له مجموعة من الإجراءات والأعمال اللازمة لحماية السكان والممتلكات العامة والخاصة من أخطار الحريق والكوارث والحروب والحوادث المختلفة وإغاثة المنكوبين وتأمين سلامة المواصلات والاتصالات وسير العمل في المرافق العامة وحماية مصادر الثروة الوطنية في زمن السلم وحالات الحرب والطوارئ، وهو من الأجهزة التي تتبع لوزارة الداخلية.

### الجوازات

الجوازات

المديرية العامة للجوازات: تختص بمنح الوثائق اللازمة للمواطنين لتأمين تنقلاتهم من وإلى المملكة وإقامتهم بموجبها في الدول الأجنبية وتسجيل مغادرتهم وقدومهم، وتنظم شؤون الوافدين إلى المملكة وتراقب وضعهم النظامي كما تمنحهم تأشيرات السفر اللازمة، وتقوم بتسجيل قدومهم ومغادرتهم.

### كلية الملك فهد الأمنية
كلية الملك فهد الأمنية: تقع الكلية على طريق خريص شرق مدينة الرياض عاصمة المملكة العربية السعودية. تقوم الكلية بتعليم وتدريب طلابها على مشاق الحياة الأمنية وعلى حماية أمن واستقرار البلاد.

### مركز القيادة والتحكم
مركز القيادة والتحكم: هو حلقة الوصل والتنسيق بين القطاعات الأمنية، أو إدارة الأزمات والحالات الطارئة بوزارة الداخلية السعودية، وهو مركز حيوي لمعالجة المعلومات الجغرافية والإدارية، وفقاً لما يتطلبه الموقف الأمني، ومرجعاً لمتخذي القرار حيال ما تمت معالجته من حالات، أو للتنبؤ بالأخطار والحالات المحتملة. ويرتبط مباشرة بوزير الداخلية السعودي.

### مركز أبحاث مكافحة الجريمة
مركز أبحاث مكافحة الجريمة: هو مركز أبحاث استراتيجي لدعم القرار الأمني لمكافحة الجريمة والوقاية منها في المملكة العربية السعودية، تأسس عام 1394هـ.

### الإنتربول السعودي
المكتب المركزي الوطني السعودي للإنتربول: أو الإنتربول السعودي (الشرطة الجنائية الدولية)، يعمل تحت مظلة وزارة الداخلية ومقره الرياض، هو عضو في منظمة التعاون الدولي للشرطة الجنائية، انضمت المملكة لعضوية المنظمة رسمياً في 1956م، وهي ضمن الدول الأعضاء لـ (190) التابعة لمنظمة الشرطة الجنائية الدولية (بالإنجليزية: International Criminal Police Organization) أكبر منظمة شرطية في العالم ومقرها ليون بفرنسا.

### مكافحة المخدرات
المديرية العامة لمكافحة المخدرات: وهي الجهاز الأمني الحكومي في المملكة العربية السعودية المختص والمسؤول عن قضايا المخدرات والمواد المؤثرة في الجسد وقضايا المروجين والمتعاطين.

### التحريات المالية
وحدة التحريات المالية: هي وحدة إدارية تابعة لوزارة الداخلية السعودية مرتبطة بمساعد وزير الداخلية للشؤون الأمنية، ومهمتها الأساسية تلقي البلاغات عن المعاملات المالية المشبوهة وتحليلها وإعداد التقارير عنها وإحالتها للجهات المختصة، ومن ثم حفظها بقاعدة البيانات، كما تقوم بتبادل المعلومات مع الجهات ذات العلاقة داخل المملكة وخارجها بهدف مكافحة غسل الأموال وتمويل الإرهاب، أنشئت في 6 شعبان 1426هـ، استناداً للمادة الحادية عشرة من نظام مكافحة غسل الأموال ومقرها الرئيس مدينة الرياض.

### الأمن الصناعي
الهيئة العليا للأمن الصناعي: هي هيئة عليا أنشأت لحماية المرافق البترولية والصناعية والخدمية، في مجال الأمن والسلامة والوقاية من الحريق، في 27 صفر 1397هـ.

### المركز الوطني للأمن الإلكتروني
المركز الوطني للأمن الإلكتروني: يعمل المركز ضمن استراتيجية قائمة على التعاون والتنسيق مع القطاعات الحكومية والمنشآت الحيوية بالمملكة كشركاء مهمين في تحقيق أهداف الأمن الإلكتروني بالمملكة.

### الأمن الفكري
الإدارة العامة للأمن الفكري: تتصدى للأفكار المنحرفة وتحقيق استقرار المجتمع من أجل حماية أفراده من الأفكار المتطرفة والهدامة، وتوفير الحماية للمجتمع من الجنوح نحو التطرف.

### الأحوال المدنية
وكالة وزارة الداخلية للأحوال المدنية:

### نادي الضباط
نادي ضباط قوى الأمن السعودي: هو منشأة ثقافية ورياضية خاصة بالضباط العاملون والمتقاعدون بقطاعات وزارة الداخلية والمدنيون العاملون والمتقاعدون بوزارة الداخلية من المرتبة الحادية عشرة فأعلى بكافة عوائلهم، والأمراء من الأسرة المالكة ممن تجاوز سن الثامنة عشر، والوزراء وشاغلي المراتب الممتازة العاملون والمتقاعدون بالدولة. يشتمل على عدة قاعة محاضرات، وملاعب، وصالات رياضية مغلقة ومكشوفة، وصالة احتفالات وصالات طعام تستوعب (2100) شخص. وصالات ترفيهية، ووحدة جولف، وغيرها من الصالات الخاصة بالأنشطة الرياضية المختلفة. افتتح النادي الأمير نايف بن عبد العزيز. في 20 صفر 1424هـ، الموافق 30 أبريل 2003.

### الأسلحة والمتفجرات
الإدارة العامة للأسلحة والمتفجرات: تقوم على دراسة وتحديد احتياج قطاعات قوى الأمن الداخلي من الأسلحة ومستلزماتها والذخائر والمتفجرات، إضافة إلى رصد ومراقبة وحصر جميع أسلحة وذخائر قطاعات قوى الأمن الداخلي واتخاذ كافة الإجراءات اللازمة لضبط وتنظيم استخدامها وفق الأنظمة المعمول بها، والإشراف على تطبيق نظام الأسلحة والذخائر ونظام المتفجرات والمفرقعات ولائحتيهما التنفيذية.

### المجاهدين

شعار الإدارة العامة للمجاهدين

الإدارة العامة للمجاهدين: هي أحد إدارات قطاعات وزارة الداخلية (السعودية). وأُنشئت في عهد الملك عبد العزيز عام 1347 هـ، من المحاربين القدامى الذين ظلوا ملازمين له في كل الأمور، حيث كانوا بمثابة الجيش والأمن العام آنذاك. في عام 1383 هـ ألحق المكتب بوزارة الداخلية، وضم في عام 1385 هـ أفراد الحرس الخاص الخويا، ثم ضم قصاصي الأثر المرية في عام 1387 هـ. وتقوم الإدارة حاليًّا بالعديد من المهام الأمنية كمشاركة الحرس الخاص، وحراسة مصادر المياه، وخطوط البترول، ومكافحة التسول، ومكافحة المخدرات، ومساندة الأمن العام، والمشاركة في خدمة ضيوف الرحمن، وغيرها من الأعمال الكبيرة والتحديثية التي تقوم بها.

### أمن المنشآت
قوات أمن المنشآت:
- قوات أمن المنشآت: حماية المنشآت النفطية والكهربائية ومحطات المياه وجميع المنشآت المهمة.
- قوات أمن المطارات: حماية أمن المطارات ومرافقها من الإرهابيين.

### السجون
المديرية العامة للسجون: هو أحد إدارات قطاعات وزارة الداخلية (السعودية). يتولى الجهاز تنظيم عمل السجون وحراستها.

### المشروعات التطويرية
مركز المشروعات التطويرية: يتولى المركز الإشراف على إدارة النظم التطويرية الشاملة لمنشآت الوزارة وتنفيذها، إضافة إلى إعداد قاعدة المعلومات لممتلكات الوزارة.

### الخدمات الطبية

الخدمات الطبية

تشير الملفات والوثائق الرسمية إلى أن البداية الحقيقية لإنشاء الإدارة العامة للخدمات الطبية في وزارة الداخلية كانت في عام 1388 هـ، ففي هذا العام تم إنشاء مستوصف بإمكانات متواضعة، وعدد أفراده لا يتجاوز أفراد اليد الواحدة، حيث عمل به طبيبان وممرض ونائب صحي، وجندي كاتب ومستخدم، واتخذ هذا المستوصف من إدارة التموين بالأمن العام مقراً له. ارتبط المستوصف من الناحية الإدارية بمساعد مدير الأمن العام في تلك الفترة، واقتصرت خدماته على تقديم بعض الإسعافات الأولية وإجراء قياس وفحص النظر. وقد وجه بإنشاء المستوصف الفريق الأول محمد الطيب التونسي مدير الأمن العام في ذلك الوقت. ثم شهد العام التالي لإنشاء المستوصف 1389هـ عدة تطورات، كان من بينها انتقال المستوصف من مبنى إدارة التموين إلى مبنى معهد المرور مبنى مستشفى قوى الأمن الحالي، ثم بدأ في تعيين مديرين للمستوصف من العسكريين. ثم جاء عام 1396 هـ حيث كلفت وزارة الداخلية إحدى الشركات العالمية بإنشاء مستشفى قوى الأمن الداخلي بسعة 120 سريراً، كما تم نقل العيادات التخصصية والخارجية إلى مبنى مجاور للمستشفى. في عام 1397 هـ افتتح عدد من المستوصفات في مدينة الرياض، مع دعم مستوصف مكة المكرمة بالأجهزة والمعدات والعنصر البشري لتقديم خدمات طبية أشمل لقوات أمن الحج. بعد خمس سنوات من تاريخ توقيع عقد إنشاء مستشفى قوى الامن، وقع مدير الأمن العام مع إحدى الشركات المتخصصة أول عقد لتشغيل مستشفى قوى الأمن. ويمثل بداية تنفيذ هذا العقد بداية مرحلة متميزة في تقديم الخدمات الطبية لمنسوبي وزارة الداخلية. في عام 1403 هـ حدث تطور ذو شأن لإدارة الخدمات الطبية بوزارة الداخلية، حيث شهد إنضمام الإدارة إلى ديوان عام الوزارة، وربطت تنظيمياً بوزير الداخلية نائبه، كما تم ربط جميع مستوصفات القطاعات الأمنية في أنحاء المملكة بهذه الإدارة. وفي عام 21 رجب 1435هـ - 20 مايو 2014م أعلنت وزارة الداخلية عن إنشاء أكبر مدينتين طبيتين في السعودية تابعة لوزارة الداخلية في كل من الرياض، وجدة. إضافة لمستشفيات قوى الأمن الداخلي في كل من الرياض، ومكة المكرمة، والشرقية. لتتجاوز الأسرَّة الكلية 4 آلاف سرير وتضم هذه المدن الطبية 6 مراكز متخصصة ومتقدمة في معالجة أمراض النساء، والأطفال، والأمراض النفسية، وجراحة الأعصاب ومعالجة الأمراض المستعصية من خلال كل تخصص بالإضافة للمراكز الصحية الأخرى.

## أعلام افرع وزارة الداخلية السعودية
أعلام اقسام الأمن العام
أعلام افرع الوزارة